# 톰 런던
톰 런던(Tom London, 1889년 8월 24일 ~ 1963년 12월 5일)은 미국의 배우이다.

## 영화
- 미국의 암흑가 (1961년)
- 굿 데이 포 어 행잉 (1959년)
- 돌아온 조로 (1959년)
- 서부의 사나이 (1958년)
- 콜트45 (1957년)
- 트리뷰 투 어 배드 맨 (1956년)
- 우정어린 설득 (1956년)
- 타란툴라 (1955년)
- 팩 트레인 (1953년)
- 오명의 목장 (1952년)
- 하이 눈 (1952년)
- 론 레인저 - 49년 시리즈 (1949년)
- 샌드 (1949년)
- 슈퍼맨 - 48년작 (1948년)
- 딕 트레이시의 딜레마 (1947년)
- 조로의 아들 (1947년)
- 조로의 검은 채찍 (1944년)
- 배트맨 (1943년)
- 스파이더 리턴즈 (1941년)
- 그린 호넷 2 (1941년)
- 샤도우 (1940년)
- 멜로디 랜치 (1940년)
- 릴리언 러셀 (1940년)
- 무법자 제시 제임스 (1939년)
- 스파이더스 웹 (1938년)
- 론 레인저 (1938년)
- 돌아온 조로 (1937년)
- 라모나 (1936년)
- 세이즈브러시 트루버두어 (1935년)
- 바르바리 해안 (1935년)
- 베이이 테이크 어 보우 (1934년)
- 헐리우드 파티 (1934년)
- 정글의 왕 (1933년)
- 폴라인의 모험 (1933년)
- 선셋 패스 (1933년)
- 금 (1932년)
- 프릭스 (1932년)
- 불법의 정의 (1932년)
- 플래티넘 블론드 (1931년)
- 지킬 박사와 하이드씨 (1931년)
- 서부 전선 이상 없다 (1930년)
- 손님 접대법 (1923년)